# Piz Tschierva
Piz Tschierva je hora s nadmořskou výškou 3545 m nalézající se jižně od obce Pontresina ve švýcarském kantonu Graubünden. Vrchol ve tvaru pyramidy je jedním z nejsnadněji zdolatelných vrcholů v horské skupině Bernina a je z něj fantastický výhled na hlavní cíle v oblasti, jako je Piz Morteratsch, Piz Roseg, Piz Scerscen nebo hřeben Biancograt na Piz Bernina.

## Poloha
Piz Tschierva leží v centrální části Bernské skupiny, podskupiny centrálních Východních Alp. Nachází se nad údolím Val Roseg a celý leží na území obce Samedan. Vrchol obklopují dva ledovce, Vadret da Misaun na severním úbočí a Vadrettin da Tschierva, bývalá větev ledovce Tschierva, na jihovýchodním úbočí.
Výchozími body pro výstup na vrchol jsou hotel Roseg (1999 m) ve Val Roseg nebo chata Tschiervahütte (2584 m) jižně od vrcholu. Alternativně je možný také výstup z chaty Bovalhütte (2494 m).
K sousedním vrcholům Piz Tschierva patří Piz Mandra (3090 m), Piz Misaun (3249 m) a Piz Boval (3352 m) na severovýchodě, Piz Morteratsch (3751 m) a Piz Prievlus (3529 m) na jihovýchodě a Piz Corvatsch (3451 m) na západě.
Nejvzdálenějším viditelným bodem z vrcholu Piz Tschierva je Pointe Sud du Grand Fond (3528 m) v Grajských Alpách v údolí Maurienne v Savojsku. Nachází se západo-jihozápadním směrem a je vzdálený 253,5 km.

## Letní trasy na vrchol
Přes východní hřeben jsou výchozími body Tschiervahütte (2583 m), hotel Roseg (1999 m) nebo Pontresina (1773 m).
- Z chaty Tschierva se jde lehkým terénem na ledovec Vadrettin da Tschierva, pak na sever do rozsedliny Fuorcla Tschierva. Délka túry je cca 3 hodiny
- Od hotelu Roseg je výstup poměrně obtížný a málo využívaný. Délka túry je cca 5 hodin.
- Z Pontresiny přes obtížnějším terénem na Lejin da Misaun (2687 m) a přes ledovce Vadrettin da Misaun a Vadret da Misaun do rozsedliny Fuorcla Tschierva a dále na vrchol. Délka túry je asi 5¾ až 6¾ hod.

Přes jižní hřeben je výchozím bodem chata Tschiervahütte (2583 m) a túra lehkým terénem trvá 3–3,5 hodiny.
Túra přes jihozápadní hřeben po sněhu a šotolině se nedoporučuje.
Přes severozápadní hřeben je výchozím bodem hotel Roseg (1999 m) a jde se obtížnějším chodníkem ve směru na ledovec Vadret da Misaun a severozápadní hřeben. Délka túry je 4½-5 hodin.
Túra přes severní hřeben se nedoporučuje (nutno přejít lezecké úseky s potřebným jištěním)

## Zimní trasy
Z chaty Tschierva přes ledovec Vadrettin da Tschierva do rozsedliny Fuorcla Tschierva (3334 m) trvá túra cca 3 hodiny. Z Pontresiny (1773 m) na chatu Tschierva za 4 hodiny. Z Morteratsch (1896 m) na chatu Boval za 2,5 hodiny.
Z chaty Bovalhütte lze na vrchol dojít přes rozsedlinu Fuorcla Misaun pouze za ideálních podmínek (sklon stěny je 35-40° ve výšce 100 m). Nutnost jištění cestou. Délka túry 4,5 hodiny

## Galerie

Piz Tschierva, Piz Morteratsch, Piz Palü, Biancograt, Piz Alv, Piz Bernina (v mraku), Piz Scerscen a Piz Roseg (zleva), pohled od horní stanice lanovky střediska Corvatsch-Furtschellas.
horská skupina Bernina, pohled z Munt Pers
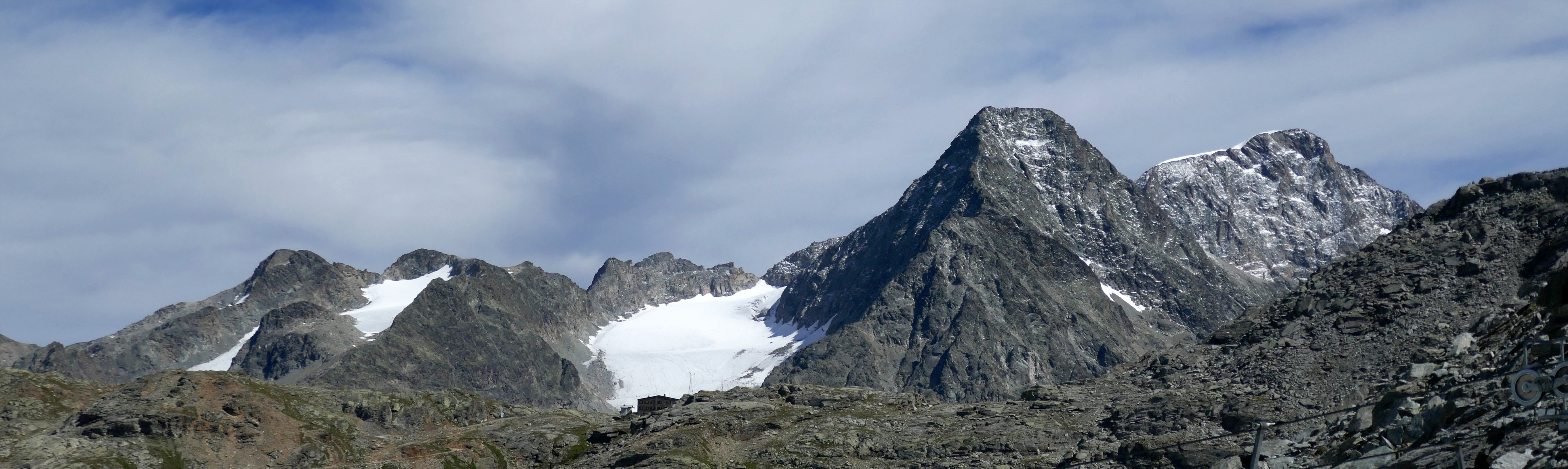
Piz Misaun, Piz Boval, Piz Tschierva a Piz Morteratsch (zleva), v popředí ledovec Vadret da Misaun